# Buhta holodnaja
Buchta holodnaja (engelsk transkribering av ryska Бухта Холодная, "Buchta Cholodnaja", som på svenska kan översättas till "Kalla bukten") är en vik i Antarktis. Den ligger utmed Lars Christensen-kusten på Mac. Robertson Land i Östantarktis. Australien gör anspråk på området och den namngavs av ryska forskare.
Vissa källor uppger att det även finns en bukt med samma namn i den ryska ögruppen Frans Josefs land.